# Per Lindeberg
Per Sten Karl Otto Nils Lindeberg, född 18 maj 1938 i Stockholm, är en svensk vetenskapsjournalist och författare. Han är son till läkaren och konstsamlaren Sten Lindeberg och halvbror till konstnären Lars Lindeberg. 

## Biografi
Efter studentexamen vid Beskowska skolan i Stockholm studerade Lindeberg sociologi, litteraturvetenskap, praktisk filosofi och statistik vid Stockholms universitet. Han arbetade under 1960-talet bland annat vid ungdomsvårdsskola och socialvårdsbyrå, var anställd som stipendiatsekreterare vid SIDA och verksam som lärare och arkivutredare.  
Lindeberg engagerade sig tidigt i den stadsmiljödebatt som följde på Norrmalmsregleringen under efterkrigsåren. Han  genomförde bland annat 1965 en opinionsbildande insats för att förhindra rivningen av Daneliuska huset vid Stureplan, som inköpts av ett byggföretag för lämna plats för huvudkontoret till en storbank.  
Under 1970-talet arbetade Lindeberg som frilansjournalist och författade tre kriminalserier för Radioteatern med radiomannen Åke Blomström som producent.
Ett uppdrag för den statliga miljöutredningen Naturresurs- och Miljökommittén (SOU 1983:56) resulterade i två bakgrundsrapporter. De utvecklades senare till boken Blylarmet, en uppmärksammad journalistisk granskning av en inflammerad vetenskaplig konflikt, där internationella medicinska experter kämpade om tolkningsföreträdet beträffande miljöriskerna för barns hälsa.  
Därefter  följde några år som pressekreterare vid statliga Byggforskningsrådet.
År 1994 fick Lindeberg journaliststipendium från BRÅ för att genomföra ett pilotprojekt om nyhetsmedias kriminaljournalistik. Projektet koncentrerades till studiet och en rapport om ett uppmärksammat brott. Syftet var att bedöma hur medier klarat kraven på saklighet och relevans vid publiciteten kring det uppmärksammade styckmordsfallet. Resultatet av projektet blev en bok Döden är en man (1999), där Lindeberg gör en bedömning av själva rättsfallet, snarare än medierapporteringen. Boken och författaren utsattes för negativ kritik från andra författare, som vände sig emot  rättsväsendets sätt att hantera fallet. I en bearbetad och uppdaterad version av boken skildrar Lindeberg (2008) efterspelet kring den ursprungliga publiceringen. Han upprättade av samma skäl webbplatsen www.mediemordet.com, där samma rättsfall belyses ur olika synvinklar och av olika debattörer i media. Utöver BRÅ-stipendiet fick Lindeberg under sitt arbete med pilotprojektet informellt stöd av professorn vid Rikspolisstyrelsen Leif G.W. Persson.

## Filmografi
- Styckmordet, svensk tv-film från 2005, Filmens tillkomst beskrivs i Lindebergs bok från 2008, sid 514-527[6][7]